# HMAS Waller M (1999)
HMAS Waller (SSG 75) is een Australische onderzeeboot van de Collinsklasse. De boot gebouwd door de Australische scheepswerf Australian Submarine Corporation is vernoemd naar de Australische Kapitein-ter-zee Hector Waller.
Het ontwerp van de Collinsklasse is gebaseerd op de verschillende generaties van Zweedse onderzeeboten.